# NK Buje
Nogometni klub Buje hrvatski je nogometni klub iz Buja u Istri. U sezoni 2024./25. natječe se u 3. NL – Zapad.

## Povijest
Klub je osnovan 1946. Od 1970. do 1988. nosio je ime Digitron, po istoimenoj tvrtci.

## Vanjske poveznice
- Službena web-stranica
- Profil, HNS Semafor